# Kjaer Knudsen Agriculture
Kjaer Knudsen Agriculture A/S er en dansk landbrugsvirksomhed med hovedkvarter i Allindemagle ved Ringsted. Virksomheden er ejet af familien Kjær Knudsen og det nuværende selskab blev etableret i 2017. De driver virksomhed i både Jylland, Sjælland og Sverige. I Jylland er de tilstede igennem selskabet Kjær Knudsen Give P/S.
Kjaer Knudsen driver 1.500 hektar planteavl. De har 7.100 søer med tilhørende produktion af smågrise i Danmark og 3.500 søer i Sverige. Endvidere har de produktion af slagtesvin og i 2019 sendte de 104.000 grise til slagtning på danske slagterier.